# Abigail May Alcott Nieriker
Abigail May Alcott Nieriker (26 de julio de 1840 – 29 de diciembre de 1879) fue una pintora estadounidense y la hermana más joven de Louisa May Alcott. Abigail fue la base para el carácter de Amy (un anagrama de May) en la novela de su hermana, la semiautobiografía Mujercitas (1868). Fue bautizada por el nombre de su madre, Abigail May, y primero se la llamaba Abba, luego Abby, y finalmente May, adoptándolo como apellido en noviembre de 1863 cuando tenía veintitrés años.

## Biografía

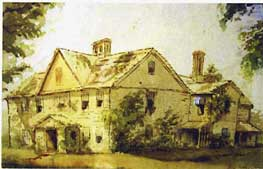
May Alcott Nieriker, Casa de la Huerta, acuarela de Alcott mostrando la casa familiar; antes de 1879

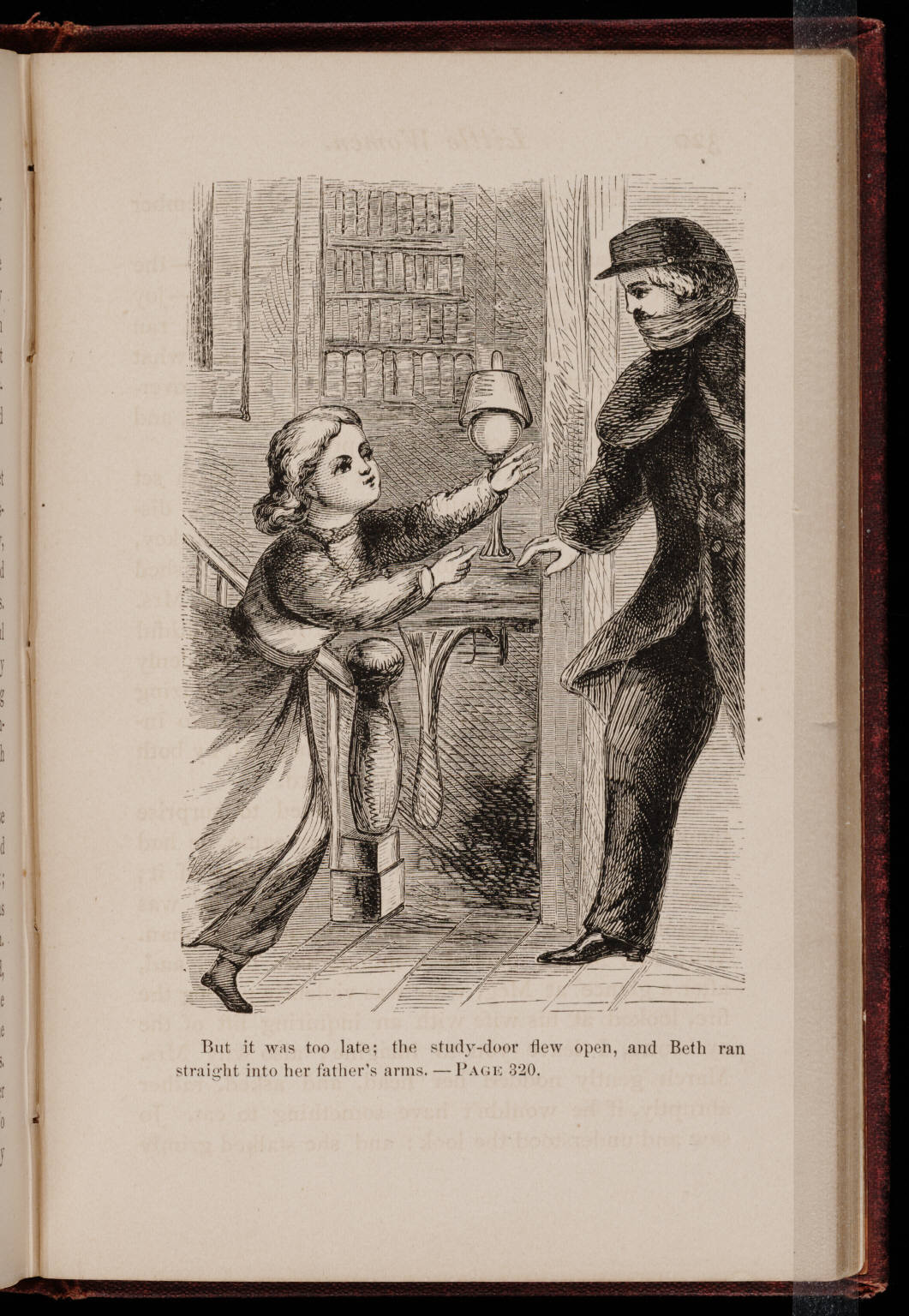
"Pero ya era demasiado tarde; La puerta batiente se abrió, y Beth corrió directamente a los brazos de su padre". Ilustración de Mujercitas, publicada por Roberts Bros., 1868

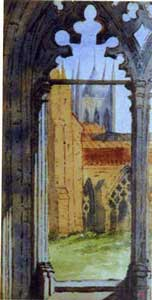
May Alcott Nieriker, Abadía de Westminster, acuarela, 1879

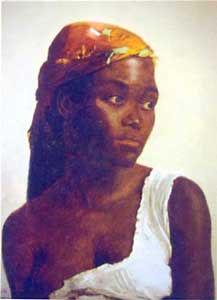
May Alcott Nieriker, La Négresse, 1879. Exhibido en el Salon de París, 1879

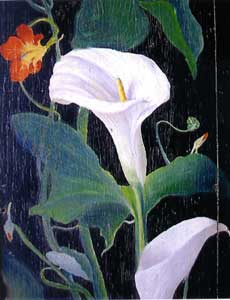
May Alcott Nieriker, Tablero Floral, óleo en tela en el cuarto de Louisa, en la Casa Orchard, 1879

Abigail nació en 1840 en Concord, Massachusetts, era la más joven de las cuatro hijas nacidas de Amos Bronson Alcott.
Su hermana era la novelista Louisa May Alcott, quién apoyó sus estudios en Europa y con quien tuvo una relación cariñosa.
Artista desde muy joven, fue además la inspiración para la figura de Amy, una de las hermanas en  Mujercitas, quién fue descrita como sigue: "ella nunca fue tan feliz como cuando copiaba flores, diseñaba hadas, o ilustraba historias con especímenes raros de arte."

## Educación pública
Estudió magisterio en la Escuela Bowdoin, Boston, un centro escolar público, desde enero de 1853. Tomando el relevo de Louisa en 1861, Abigail enseñó en la primera Guardería fundada por Elizabeth Palmer Peabody por un mes antes de regresar a su propio trabajo. A principios de diciembre de 1860, se hallaba en Syracuse, Nueva York, donde enseñó una forma temprana de terapia de arte en el Asilo del Dr. Wilbur (Syracuse Escuela Estatal). Regresó a su hogar en agosto de 1861 o 1862 para empezar a enseñar arte en la Escuela de Concord dirigida por el amigo de su padre Franklin Benjamin Sanborn.

## Arte

### Mujeres artistas
A medida que surgían más oportunidades educativas disponibles en el siglo XIX, las mujeres artistas estadounidenses se convirtieron en parte de las empresas profesionales, incluyendo la fundación de sus propias asociaciones de arte. Las obras de arte hechas por mujeres estaban consideradas inferiores, y para ayudar a vencer tales estereotipos las mujeres se volvieron "cada vez más vocales y confiadas" en la promoción del propio trabajo femenino, y así pasaron a formar parte de la imagen emergente de los "educados, modernos y más libres". Las artistas entonces, "jugaron funciones cruciales en representar a la Mujer Nueva, tanto dibujando imágenes del icono como ejemplificando este tipo emergente a través de sus propias vidas."

### Educación
Desde 1859, Alcott estudió arte en la Escuela del Museo de Bellas artes en Boston. May Alcott visitó París, estudiando en la Académie Julian en 1870 y exhibió obras en ambas ciudades, así como en otros lugares en EE. UU. y en Londres. Pintó principalmente flores, aunque también hizo copias excelentes de William Turner. Estudió anatomía artística con William Rimmer en Boston, y también con William Morris Hunt, Krug, Vautier y Müller entre otros. Enseñó arte a un joven Daniel Chester.
Estudió en París, Londres y Roma durante tres viajes europeos en 1870, 1873 y 1877, los cuales fueron posibles por los buenos resultados económicos producto de la publicación en 1868 de su hermana Louisa de Mujercitas. Viajó al menos en uno de sus viajes con Alice Bartlett y con su hermana Louisa.[nb 1] Estudió escultura, esbozos y pintura clásica. En Europa se encontró con mujeres con mejores oportunidades educativas que en EE. UU., de todos modos, las academias de arte todavía no dejaban a las mujeres pintar modelos desnudos vivos, solo estatuas. Por eso, estudió con Krug, quién dirigía y permitía a ambos alumnados, masculino y femenino, pintar modelos vivos.
Alcott ilustró la primera edición de Mujercitas, con una recepción crítica negativa. Esas ilustraciones tempranas las hizo antes de sus viajes y estudios en Europa. En Mujercitas, el personaje de Amy fue modelado a partir de Abigail.

### Carrera
Después de estudiar en París, dividió su tiempo entre Boston, Londres y París. Destacaba como copista y como pintora de bodegones, tanto en óleo como acuarelas. Su éxito como copista de Turner fue tal como para suscitar los elogios del Sr. Ruskin y asegurar la adopción de parte de su trabajo para que los alumnos copiaran en las escuelas de South Kensington en Londres.
Publicó Concord Sketches con un prefacio escrito por su hermana (Boston, 1869). Después de haber estudiado en Europa, fue "una artista cumplida" durante los años 1870, y sus trabajos durante esos tiempos mostraron una mejora marcada comparando con sus ilustraciones tempranas para Mujercitas y la representación "peculiar" de Walden Pond en Concord Sketches. Sus trabajos después de sus estudios europeos y la exposición a obras de arte clásicas se reflejó en "una mano más segura, un foco más claro, y una visión más ancha del mundo".
Abigail creó un plan y equipó un estudio en 1875 para un centro de arte en Concord donde apoyar y promover a artistas emergentes.
Vivía en Londres y estudiaba arte de paisaje cuando conoció a Ernest Nieriker. Se casaron el 22 de marzo de 1878, en Londres. El matrimonio, en opinión de los autores Eiselein y Phillips, ocurrió a pesar de la reluctancia de su familia. En contraste, Louisa llamó a ese día un "acontecimiento feliz" y describió a Ernest como guapo, cultivado y un amigo "tierno y exitoso" Abigail tenía 38 años y Ernest Nieriker, de 22 años, era un comerciante suizo de tabaco y violinista. Ernest apoyaba la carrera artística de Abigail, la confortó tras la muerte de su madre en noviembre de 1877, y se comprometieron en febrero de 1878. Tras su luna de miel en El Havre, se instalaron en Meudon, un suburbio parisiense.

## Parto y muerte
El 8 de noviembre de 1879, Abigail dio a luz a su hija Louisa May "Lulu" en París. Y, por complicaciones del parto, falleció allí siete semanas más tarde, el 29 de diciembre de 1879. Por su deseo, y porque Ernest viajaba a menudo por trabajo, la hermana de Abigail, Louisa cuidó y crio a Lulu hasta su muerte en 1888. Entonces, Lulu de 9 años, fue criada por su padre, Ernest Nieriker, en Zúrich, Suiza.
Louisa hizo colocar una lápida con sus iniciales en la parcela familiar en el Cementerio Sleepy Hollow (Concord, Massachusetts), aunque Abigail está inhumada en París, en Montrouge.
En 2002, una exposición de su obra y vida, "Lecciones, bocetos, y sus sueños: May Alcott como artista", fue la primera exposición importante sobre su trabajo.

## Publicaciones
Studying art abroad, and how to do it cheaply (Estudiando arte en el extranjero, y cómo hacerlo barato), 1879.

## Otras lecturas
- Erica E. Hirshler, A Studio of Her Own: Women Artists in Boston 1870-1940 ISBN 0-87846-482-4

- The Uncollected Works of Louisa May Alcott ISBN 0-9655309-9-X

- Caroline Ticknor, May Alcott: A Memoir

- Selected Letters of Louisa May Alcott